# 第16回全日本実業団対抗駅伝競走大会
第16回全日本実業団対抗駅伝競走大会（だい16かい ぜんにほんじつぎょうだんたいこう えきでんきょうそうたいかい）は、1971年12月19日に三重県で開催された全日本実業団対抗駅伝競走大会。

## 概要
レースの序盤は前回同様全鐘紡が先頭に立つが、3区から5区まではクラレと東洋ベアリングが首位を奪い合う展開となった。しかし6区途中で上位3選手が踏切によって15秒足止めされるアクシデントがあり、そこから東洋工業・大槻憲一が区間新で一気に首位に立った。最終7区でも東洋工業は後続を突き放して、2大会ぶり2回目の優勝となった。2位は過去最高順位となった全鐘紡、3位は4大会ぶりの3位以内となったクラレ。また、旭化成・宗茂が5区で大会デビューを果たした。

## 出場チーム
- 旭化成（9大会連続10回目）
- 岡田タイヤ（2大会連続2回目）
- 九州電工（2大会ぶり4回目）
- クラレ（7大会連続13回目）
- 黒崎窯業（6大会連続7回目）
- 神戸製鋼（16大会連続16回目）
- 小松製作所（初出場）
- 小森印刷（3大会連続5回目）
- 新日鐵（16大会連続16回目）
- 鈴木自動車（10大会連続10回目）
- 全鐘紡（5大会連続11回目）
- 大昭和製紙（2大会連続2回目）
- 帝人（5大会連続9回目）
- 電電中国（9大会連続9回目）
- 東急（12大会連続12回目）
- 東洋工業（11大会連続11回目）
- 東洋ベアリング（4大会連続15回目）
- トヨタ自動車（7大会連続7回目）
- 日本精工（初出場）
- 日立（2大会連続4回目）
- 日立造船（3大会ぶり4回目）
- 日立電線（8大会ぶり2回目）
- 三菱化成（初出場）
- 養命酒（初出場）
- リッカー（12大会連続14回目）

## 成績
- 1位：東洋工業　5時間2分8秒
- 2位：全鐘紡　5時間3分57秒
- 3位：クラレ　5時間4分21秒
- 4位：旭化成　5時間4分43秒
- 5位：電電中国　5時間4分57秒
- 6位：神戸製鋼　5時間5分44秒
- 7位：東洋ベアリング　5時間8分17秒
- 8位：新日鉄　5時間9分11秒
- 9位：大昭和製紙　5時間9分45秒
- 10位：リッカー　5時間11分25秒
- 11位：東急　5時間11分32秒
- 12位：九州電工　5時間13分1秒
- 13位：日立造船　5時間13分6秒
- 14位：小森印刷　5時間13分49秒
- 15位：黒崎窯業　5時14分52秒
- 16位：日立　5時間16分14秒
- 17位：三菱化成　5時間16分23秒
- 18位：トヨタ自動車　5時間17分59秒
- 19位：日立電線　5時間19分26秒
- 20位：帝人　5時間19分42秒
- 21位：養命酒　5時間19分51秒
- 22位：鈴木自動車　5時間21分59秒
- 23位：岡田タイヤ　5時間25分16秒
- 24位：日本精工　5時間36分53秒
- 25位：小松製作所　5時間43分9秒

## 区間賞
※は区間記録更新
- 1区（16.26km）：高尾信昭（全鐘紡）48分20秒
- 2区（8.05km）：中城幸夫（旭化成）24分21秒
- 3区（15.4km）：佐藤市雄（旭化成）44分45秒※
- 4区（10km）：三浦信由（東洋ベアリング）29分57秒
- 5区（10km）：橘昭宏（神戸製鋼）29分54秒※
- 6区（23.45km）：大槻憲一（東洋工業）1時間10分32秒※
- 7区（16.25km）：内野幸吉（東洋工業）49分25秒